# Lee Kyung-choon
Lee Kyung-choon ((이경춘?); 14 aprile 1969) è un ex calciatore sudcoreano, di ruolo difensore.